# Mansura (Cypr)
Mansura (gr. Μανσουρα) – wieś na Cyprze, w dystrykcie Nikozja.